# Glock 39
Die Glock 39 ist eine Selbstladepistole im Kaliber .45 GAP. Hersteller ist die österreichische Firma GLOCK Ges.m.b.H.